# 瀬戸山満年
瀬戸山 満年（せとやま みつとし）は、日本の元アマチュア野球選手（捕手）。

## 経歴・人物
中京高校で1980年夏の甲子園愛知県大会決勝に進むが大府高校に敗退し、甲子園への出場を果たすことができなかった。なお高校時代のチームメイトに、中京大中京高校の監督として2009年の第91回全国高等学校野球選手権大会で優勝を果たした大藤敏行がいる。
同年のドラフト会議で巨人から4位指名を受けたが、入団を拒否し、高校卒業後はプリンスホテルに入社した。この時には、阪急のドラフト1位指名を拒否した川村一明や日本ハムのドラフト1位指名を拒否した高山郁夫も入社している。
プリンスホテルでは、1989年の都市対抗野球において、プリンスホテルの優勝に貢献し、首位打者になった。また、橋戸賞を受賞し、社会人ベストナインにも選出された。1992年の都市対抗野球では、10年連続出場選手として表彰された。
引退後は、関東一高校でコーチを務めた後は、愛知プリンスヤングの監督として、少年野球の指導に当たっている。